# قشلاق گلمعلی حاج‌حسین
قشلاق گلمعلی حاج حسین یک روستا در ایران است که در استان اردبیل واقع شده‌است. قشلاق گلمعلی حاج حسین ۴۷ نفر جمعیت دارد.